# Ozoir-la-Ferrière
Ozoir-la-Ferrière è un comune francese di 20 701 abitanti situato nel dipartimento di Senna e Marna, nella regione dell'Île-de-France.

## Società

### Evoluzione demografica
Abitanti censiti